# Digital Frontier
Digital Frontier Inc. (яп. 株式会社フロンティア・ピクチャーズ  Кабусики-гайся Фуронтира Пи:кучазу) — японская анимационная студия, основанная в 1994 году.

## История
В 1994 году компания начала производство CG в качестве нового отделения TYO Image Enterprise. В 1997 году Digital Frontier переехала в Дайканияма и стала дочерней компанией TYO Corporation, а через три года стала корпоративной компанией Digital Frontier Inc. Более ранние работы студии были — Death Note и Appleseed (CG фильм). В 2010 году материнская компания Digital Frontier изменилась с TYO Inc. на Fields Corporation, которая специализируется разработках, а также на продажах машин pachinko. Компания имеет дочерние подразделения в Малайзии, Тайване и Японии.

## Работы

### Аниме-сериалы
- 2009: Viper's Creed (Совместно с AIC Spirits)
- 2017: Infini-T Force (CG анимация, совместно с Tatsunoko Production)

### Дорамы
- 2013: Tabidachi no Shimauta Архивная копия от 23 декабря 2017 на Wayback Machine ～　Jyugo no Haru ～[1]
- 2013: Jellyfish Eyes Архивная копия от 17 мая 2018 на Wayback Machine[2]
- 2011: GANTZ Часть 1 & Часть 2[3]
- 2011: Usotsuki Mi-kun to Kowareta Ma-chan[4]
- 2008: Snakes and Earrings (Hebi ni Piasu)
- 2008: L Change the WorLd
- 2006: Death Note the Last name
- 2006: Death Note
- 2005: Tokyo Zombie

### Полнометражные фильмы
- 2016: Gantz: O
- 2012: Resident Evil: Damnation[5]
- 2012: Волчьи дети Амэ и Юки
- 2011: Tekken: Blood Vengeance[6]
- 2009: Summer Wars
- 2008: Resident Evil: Degeneration[7]
- 2007: Appleseed Ex Machina
- 2006: Forest of Cats- Atagoal[8]
- 2004: Appleseed
- 2002: Pokémon Heroes: Latios and Latias
- 2002: The Hunchback of Notre Dame II

### Игры
- 2013: Metal Gear Rising: Revengeance
- 2012: Ryu ga Gotoku 5
- 2011: Tekken Tag Tournament 2
- 2011: Ryū ga Gotoku Of the End
- 2010: Vanquish
- 2010: Yakuza 4
- 2008: Tekken 6: Bloodline Rebellion
- 2008: OneChanbara: Bikini Zombie Slayers
- 2008: White Knight Chronicles
- 2008: Metal Gear Solid 4: Guns of the Patriots
- 2007: Lost Odyssey
- 2006: OneChanbara: Bikini Samurai Squad
- 2006: Onimusha: Dawn of Dreams
- 2005: Killer7
- 2005: Rogue Galaxy
- 2005: Sengoku Basara
- 2005: Castlevania: Curse of Darkness
- 2002: Resident Evil

## Примечание
1. ↑  PRODUCTION LOUNGE, Cgworld, 178: 133, June 2013
2. ↑  Jellyfish Eyes. Дата обращения: 17 мая 2018. Архивировано 17 мая 2018 года.
3. ↑  GANTZ, Cgworld, 151: 34–37, March 2011
4. ↑  LOUNGE CHANNEL, Cgworld, 151: 87, March 2011
5. ↑  Resident Evil: DAMNATION. Дата обращения: 17 мая 2018. Архивировано 2 ноября 2018 года.
6. ↑  鉄拳ブラッド・ベンジェンス, Cgworld, 157: 18–41, September 2011
7. ↑  Resident Evil: DEGENERATION. Дата обращения: 17 мая 2018. Архивировано 15 марта 2018 года.
8. ↑  フルCGで見せる人気コミックの世界：アタゴオルは猫の森, Cgworld, 99: 32–33, November 2006